# 1544 a tudományban
Az 1544. év a tudományban és a technikában.

## Publikációk
- Michael Stifel megjelenteti az "Arithmetica integra" című munkáját.
- Sebastian Münster: Cosmographia universalis (a Föld országainak leírása)

## Születések
- május 24. - William Gilbert angol orvos, fizikus († 1603)
- Christian Wursteisen matematikus (1588)

## Halálozások
- Nilakanta Szomajadzsi csillagász, matematikus.